# Pandanus incertus
Pandanus incertus är en enhjärtbladig växtart som beskrevs av R.E.Vaughan och Wiehe. Pandanus incertus ingår i släktet Pandanus och familjen Pandanaceae.
Artens utbredningsområde är Mauritius. Inga underarter finns listade.